# Mysletín
Mysletín (en allemand : Misletin) est une commune du district de Pelhřimov, dans la région de Vysočina, en Tchéquie. Sa population s'élevait à 123 habitants en 2020.

## Géographie
Mysletín se trouve à 7 km au sud de Humpolec, à 11,6 km au nord-est de Pelhřimov, à 18,5 km au nord-ouest de Jihlava à 96 km au sud-est de Prague.
La commune est limitée par Mladé Bříště et Staré Bříště au nord, par Ústí à l'est, par Dudín au sud et par Zachotín à l'ouest.

## Histoire
La première mention écrite de la localité date de 1226.

## Transports
Par la route, Mysletín se trouve à 10 km de Humpolec, à 14,5 km de Pelhřimov, à 23,5 km de Jihlava à 109 km de Prague.